# ポンチョ。
『ポンチョ。』は、高嶋ひろみによる日本の4コマ漫画作品。

## 概要
弘志とななみは恋人同士なのだが、いつもタイミングが合わずにデートもなかなか出来ない日々。
だけどそこにはななみの妹のポンちゃんがいる。
弘志とポンちゃん、ななみとポンちゃん、天真爛漫なポンちゃんを中心とした、会えないけど楽しい日常を描く4コマ作品。
『まんがタイムラブリー』にて2007年10月号から2009年4月号間で連載され、その後『まんがタイムスペシャル』（共に芳文社）に移籍し、2012年3月号まで連載された。
作者にとって初の4コマ漫画作品。

## 登場人物
田辺 広志（たなべ ひろし）
本作の主人公で23歳の会社員。
ななみと会おうとするのだが、大抵ななみはバイトに行っており不在。そのためいつもポンちゃんたちと遊ぶことになるのだが、本人自身どこか精神年齢が幼いところがあり、非常に馬が合うらしく仲がいい。
非常にリアクションが大きく、一人でいる時も自分の考えに対してオーバーにツッコミを入れることも多い。
ななみとは会社の先輩の彼女（後述する「たまこ」）の紹介で知り合った。
甘いミカンを見分けることが得意。 会社では落ちこぼれの部類らしい。小さい頃はサッカー選手になる夢を持っており、ボールさばきは今も達者。
ポンちゃん（本名不詳）
ななみの妹で8歳の女の子。小学校では2年B組。 天真爛漫な女の子で、弘志の事を「カレシ」と呼ぶ。
喜怒哀楽の感情がはっきりしており、思ったことはすぐ口に出す。 また、子供らしく感受性が強いため、すぐにテンションが上がって大はしゃぎをする。 弘志の事を非常に気に入っており、授業参観の日に来てくれた時は目を輝かせて赤面していた。
折り紙が上手。
日々野 ななみ（ひびの ななみ）
ポンちゃんの姉で広志の恋人で女子大生。 両親が探検家で世界を駆け回っているため、妹のポンちゃんとアパートで二人暮らし。いつもバイトをしており、職種は工事現場からヒーローショーのアクター、ケーキの販売など非常に幅広い。
毎日遅くまでバイトをしており、各話の最後は遅くに帰ってきたななみが弘志が来ていた痕跡を発見してびっくりするというネタや、バイト中に弘志からポンちゃんと遊んでいる写メが届くネタが多い。
弘志同様、どこか精神年齢の幼いところがある。また弘志の事を考えると非常にテンションが上がり、アクションもオーバーになる。
自宅に豪華な雛人形があることを忘れ、新しく買ってきてしまうなど、意外と雑なところがある。
なお、作中で彼女と広志が会っている描写は最終回にようやく描かれている。
動物好きで、ネコのトメ吉（後述）の他に大きなカメも飼っていたことがある。
浅野 アキラ（あさの アキラ）
ポンちゃんのクラスメート。 ませたセリフを言うのだが、半端な知識のため言葉の意味までは正確に理解していない。 ポンちゃん同様、弘志の事を「カレシ」と呼ぶ。ポンちゃんと非常に仲がよく、大抵ポンちゃんとセットで付いてくる。
トメ吉
ポンちゃんの家で飼っている猫。 非常に大きくて重い。もともとはポンちゃんが幼稚園の遠足で拾ってきたドングリにまぎれて日比野家にやってきたが、ごはんをモリモリ食べて人間大まで成長してしまった。飲み物をお盆で運ぶなど、知能が高く、よく二足歩行もする。
たまこ
ななみの大学の後輩。バイト好きの彼女のためにいろいろとバイト情報を持ちかけ、いっしょに仕事することが多い。広志の会社の先輩と交際中。

## 単行本
- 芳文社よりまんがタイムコミックスで第1巻が刊行されている。
  - 第1巻（2010年7月22日発行）ISBN 978-4-8322-6868-5

- 単行本未収録作品は同人誌として刊行、同人ショップで委託販売もされた。